# Cuba libre
Il Cuba libre è un cocktail ufficiale IBA, appartenente alla categoria dei long drinks a base di rum bianco, cola e lime. Simile al rum & cola, i due termini vengono spesso utilizzati in modo intercambiabile, sebbene indichino due cocktail differenti.

## Storia
L'origine del cocktail è piuttosto incerta. L'ipotesi più comunemente accreditata afferma che il Cuba libre nacque tra il 1900 e il 1902 a L'Avana, durante la Guerra ispano-americana e la conquista dell'indipendenza di Cuba dalla Spagna con l'aiuto degli Stati Uniti. I soldati cubani e statunitensi erano soliti mescolare la cola, importata a Cuba per la prima volta proprio in quegli anni, con il rum. Varie le supposizioni sul nome dell'inventore: alcune fonti fanno risalire la ricetta ad un soldato, chiamato col nome di copertura John Doe, che ordinò all'American Bar di Calle Nettuno, un bar aperto da due statunitensi nella capitale cubana, "Coca-Cola statunitense, rum cubano in un bicchiere pieno di ghiaccio e una spruzzata di lime", brindando successivamente ¡Por Cuba libre! (Per Cuba libera!), il grido di battaglia dei guerriglieri; secondo una deposizione del 1965 di Fausto Rodriguez, un messaggero dell'esercito cubano, il soldato sarebbe il capitano Russel dei corpi di comunicazione statunitensi. Un'altra teoria propone che fu un barista cubano a mescolare la Coca-Cola (prodotto tipico statunitense) al rum (prodotto tipico cubano) per unire simbolicamente i due Paesi.
Altre ipotesi fanno derivare il Cuba libre dal daiquiri allungato con la cola, ricetta in seguito semplificata secondo l'uso attuale, o propongono l'origine del nome dalla testata del giornale rivoluzionario Cuba Libre fondato nel 1928 da Julio Antonio Mella.

## Preparazione

### Ingredienti
Secondo la International Bartender Association, il Cuba libre ha la seguente composizione:
- 5 cl di rum chiaro
- 12 cl di cola
- 1 cl di succo di lime

### Procedimento
Servire in un bicchiere highball con ghiaccio, guarnire con una fetta di lime.

### Varianti
Alcuni baristi ritengono apprezzabile l'aggiunta di 1 o 2 gocce di angostura prima della miscelazione; se invece si aggiungono o sostituiscono ad uno dei due componenti originali altri ingredienti si ottengono queste varianti:
- Rum & Cola (o Coca & Rum) - variante più comune, prevede l'utilizzo di cola e rum e la rimozione del succo di lime.
- Cuba libre pestato - variante che prevede la miscelazione muddler, con l'utilizzo del lime pestato, ghiaccio tritato e dello zucchero di canna; l'aggiunta dello zucchero di canna e la necessità di integrarlo agli altri ingredienti con una miscelazione più marcata contribuisce a diminuire l'effervescenza e a modificare la dolcezza del cocktail.
- Cuba libre cubano - variante che prevede l'aggiunta di 2 cl di rum ambrato e dello sweet'n'sour.
- Santo Libre - Variante che prevede la sostituzione della cola con la gassosa e il succo di lime con il limone.
- Cubata - variante che prevede l'utilizzo di rum ambrato (solitamente Havana 7) al posto del rum chiaro.